# Блаунт, Чарльз
Чарльз Блаунт (англ. Charles Blount, 1654—1693) — английский философ
-деист, критик Ветхого и Нового завета.
Цель библейской критики: ослабить доверие к чудесам Иисуса Христа. Считал, что многие из чудес Христа имеют разумное объяснение. Расширил платформу деизма, предложенную лордом Гербертом Чербери (добавил положение о том, что Бог управляет миром через Провидение).

## Основные труды
- «Anima Mundi» (1678—1679).
- «Great is Diana of the Ephesians» (1680).
- «The Two First Books of Philostratus concerning the Life of Apollonius Tyaneus, published in English with notes» (1680).